# جیان رونی
جیان رونی (به انگلیسی: Giaan Rooney) (زادهٔ ۱۵ نوامبر ۱۹۸۲) شناگر اهل استرالیا است.